# Валери Поляков
Валери Владимирович Поляков (на руски: Валерий Владимирович Поляков) е съветски и руски космонавт, Герой на Съветския съюз и Герой на Русия (сред 4-та космонавти, удостоени с това звание), инструктор-космонавт-изследовател в отряда на космонавтите. 66-и космонавт на СССР и Русия, 207-и космонавт в света. Негов е рекордът за най-дълъг космически полет – (437 денонощия 17 часа и 58 минути).
Роден е в Тула, Тулска област, РСФСР.
Избран е за космонавт на 22 март 1972. Първия си космически полет извършва от 29 август 1988 до 27 април 1989 г. като първи космонавт-изследовател на „Союз ТМ-6“ заедно с Владимир Ляхов и Абдул Мохманд в 3-та посетителска експедиция на станцията Мир, третата (заедно с Владимир Титов и Муса Манаров и четвъртата основна експедиция (заедно с Александър Волков, Сергей Крикальов и Жан-Лу Кретиен (Франция). Продължителността на полета е 240 денонощия 23 часа 35 минути 49 секунди.
От 8 януари 1994 до 22 март 1995 г. извършва втория си космически полет като лекар-космонавт-изследовател на космическия кораб „Союз ТМ-18“ и орбиталния комплекс „Мир“. Неговата продължителност е 437 денонощия 18 часа. Това е абсолютният рекорд за продължителност на работа в космоса за един полет. За успешното осъществяване на полета, на 10 април 1995 г. му е присвоено званието Герой на Русия.
| Космически полети на Валерий Поляков                                  | Космически полети на Валерий Поляков | Космически полети на Валерий Поляков | Космически полети на Валерий Поляков | Космически полети на Валерий Поляков       |
| №                                                                     | Дата                                 | КК                                   | Функции                              | Продължителност                            |
| --------------------------------------------------------------------- | ------------------------------------ | ------------------------------------ | ------------------------------------ | ------------------------------------------ |
| 1                                                                     | 29 август 1988                       | „Союз ТМ-6“                          | Лекар-изследовател                   | 240 денонощия 22 часа 34 минути 47 секунди |
| 2                                                                     | 8 януари 1994                        | „Союз ТМ-18“                         | Лекар -космонавт                     | 437 денонощия 17 часа 58 минути 17 секунди |
| Сумарно време в космоса – 678 денонощия 16 часа 32 минути и 4 секунди |                                      |                                      |                                      |                                            |

За два орбитални полета е прекарал в космоса повече от 678 денонощия. По този показател Поляков отстъпва само на четирима – Генадий Падалка (878 денонощив), Сергей Крикальов (803 денонощия) Александър Калери(769 денонощия) и Сергей Авдеев (747 денонощия).
По професия е лекар, доктор на медицинските науки, професор. Пенсионира се на 1 юни 1995 г. Женен е и има едно дете.